# Футхо
Футхо (в'єт. Phú Thọ) — провінція у північній частині В'єтнаму, приблизно за 80 км від Ханоя. Площа становить 3532 км²; населення за даними на 2009 рік — 1 316 389 жителів. Адміністративний центр — місто В'єтчі.

## Географія і клімат

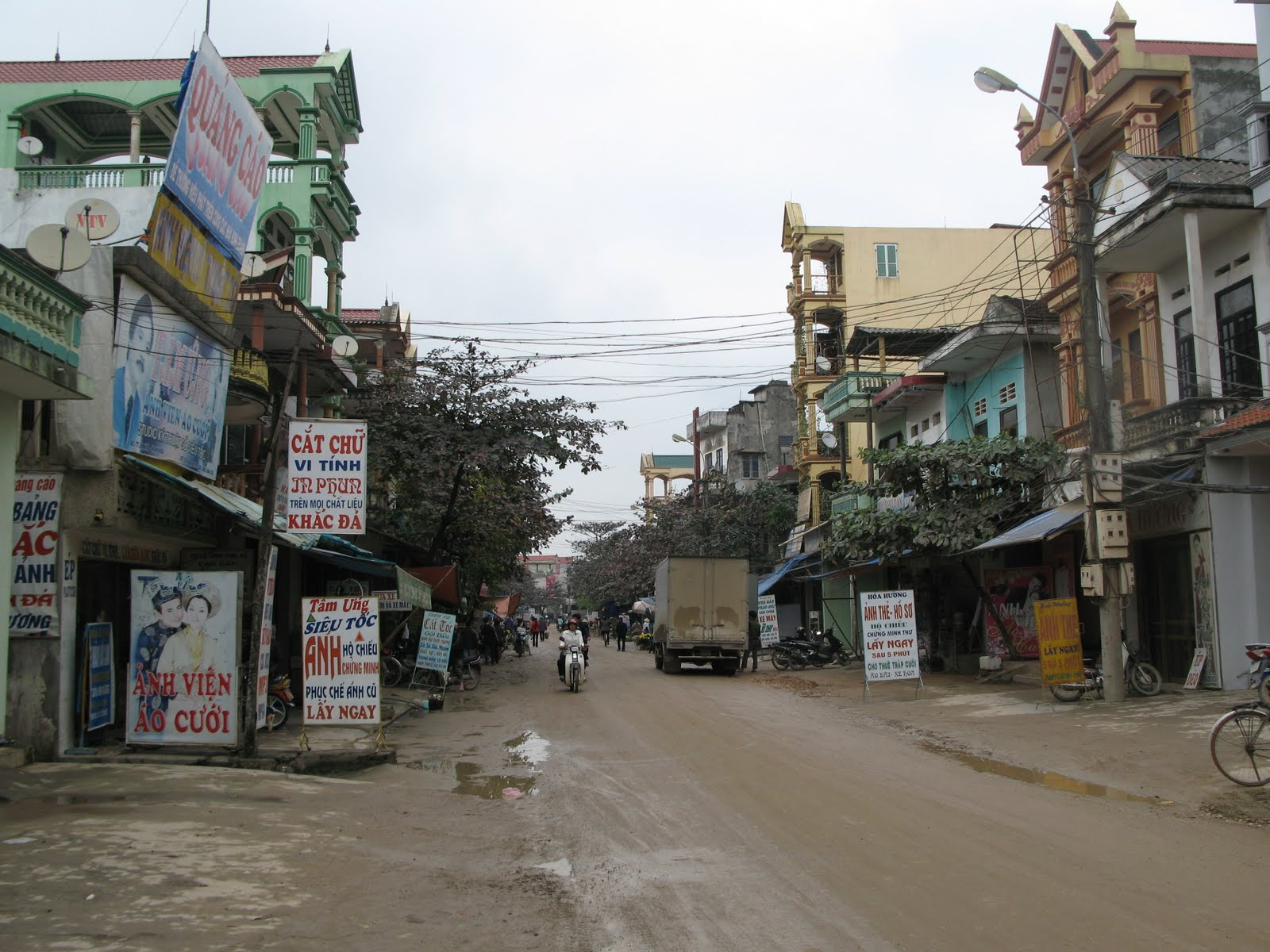
Містечко Хахоа

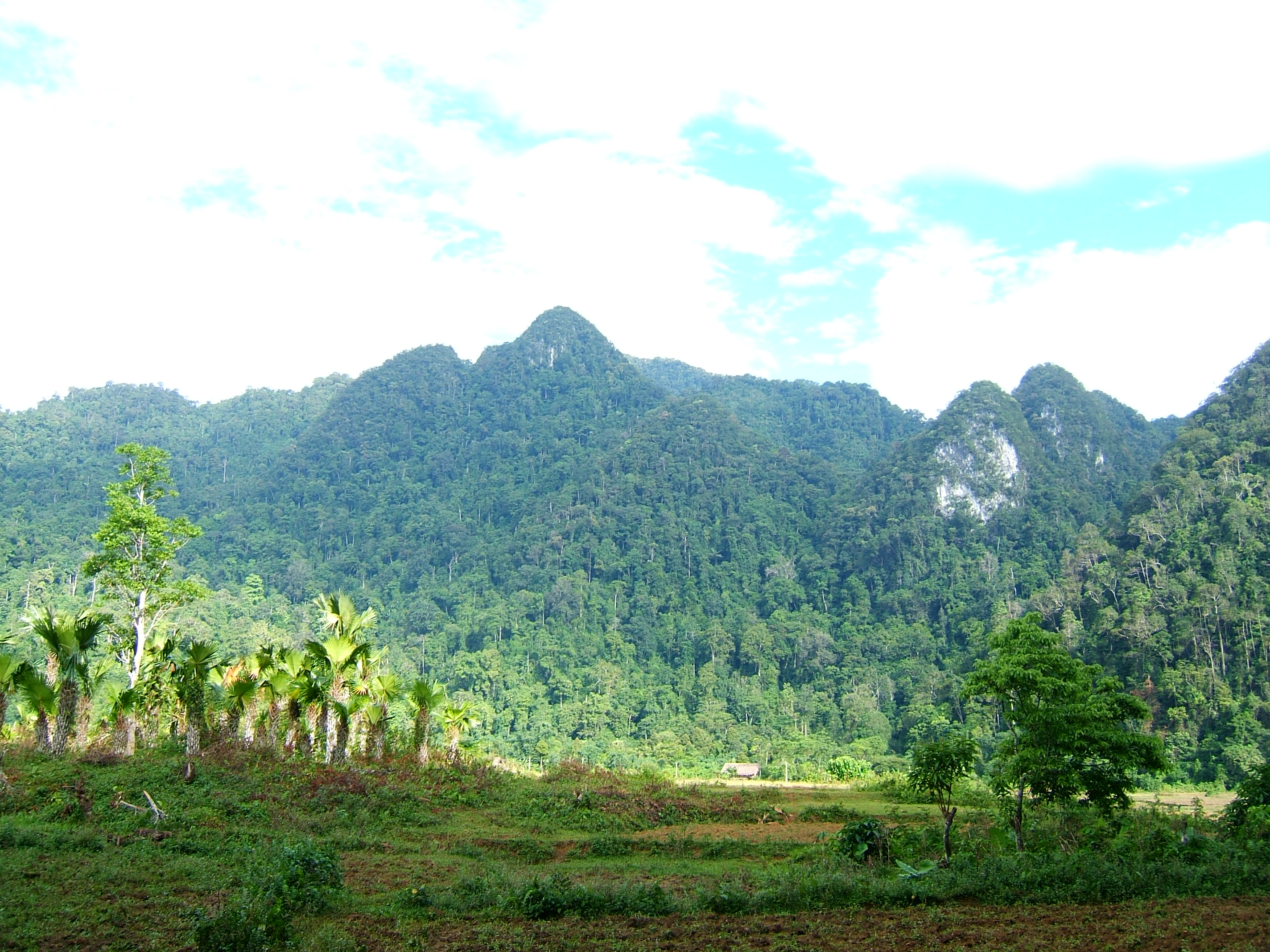
Національний парк Суаншон

Провінція розташована у центральній частині північного В'єтнаму, на злитті великих річок Хонгха (Червона) і Да (Чорна). На території Футхо знаходиться національний парк Суаншон, площею 150,48 км². На території парку мешкає 282 види фауни, включаючи 23 види амфібій, 30 видів рептилій, 168 видів птахів і 61 вид ссавців.
Клімат характеризується як тропічний мусонний. Середньорічна температура становить 23,5 °С, середній рівень опадів — 1600—1800 мм. Сезон мусонів триває з травня по жовтень; найбільш дощовий місяць — серпень, найпосушливіший — січень.

## Населення
За даними перепису 2009 року населення провінції становило 1 316 389 жителів, середня щільність населення: 372,01 осіб/км². Частка жінок: 50,84 % (669 201 особа); чоловіків: 49,16 % (647 188 осіб). Міське населення: 15,83 % (208 433 особи).
Національний склад населення (за даними перепису 2009 року): в'єтнамці — 1 108 991 особа (84,24 %), мионги — 184 141 особа (13,99 %), яо — 12 986 осіб (0,99 %), інші — 10 271 особа (0,78 %).

## Економіка і транспорт
Основу економіки складає сільське господарство. Найважливішою експортною культурою є чай.
Через провінцію проходить національне шосе № 2 (китайське місто Куньмін — Ханой); № 32А (Ханой — Хоабінь) і № 32С (Ханой — Лаос). Через Футхо також проходить і залізнична гілка Куньмін — Ханой — Хайфон. Місто В'єтчі — великий річковий порт.